# Diradops opeva
Diradops opeva là một loài tò vò trong họ Ichneumonidae.